# トーゴー (映画)
『トーゴー』（原題：Togo）は、2019年制作のアメリカ合衆国の冒険映画。
1925年の冬にアラスカ州ノームでジフテリアが流行した際、州全体に激しいブリザードが吹き荒れ、アンカレッジからの飛行機では救命のための血清が届けられなかったため、犬ぞりチームのリレーで血清を運んだ“ノーム血清走行(en:1925 serum run to Nome)”の実話の映画化。
「トーゴー」とは、この犬橇リレーのうち、最後から2番目のチームのリーダー犬で、東郷平八郎にちなんで名付けられた。全チーム中最も長く過酷な距離である146キロを走破した。

## キャスト
※括弧内は日本語吹替
- レナード・セパラ：ウィレム・デフォー（多田野曜平）
- コンスタンス・セパラ：ジュリアンヌ・ニコルソン（高橋理恵子）
- ジョージ・メイナード市長：クリストファー・ハイアーダール（金尾哲夫）
- カーティス・ウェルチ医師：リチャード・ドーマー（根本泰彦）
- アミトゥク：マイケル・グレイアイズ（武田幸史）
- ダン・マーフィー：ニコライ・ニコラエフ（福田賢二）
- チャーリー・オルセン：ソルビョルン・ハール
- ジャフェット・リンドバーグ：マイケル・マケルハットン（落合弘治）
- ジョー・デクスター：マイケル・ガストン
- ガンナー・カーセン：ショーン・ベンソン
- トゥリマック：ザーン・マクラーノン（藤井雄太）

## 関連作品
- バルト (映画) - 同じ実話を題材とした映画。